# Orestias cuvieri
Orestias cuvieri је зракоперка из реда Cyprinodontiformes. 

## Угроженост
Подаци о распрострањености ове врсте су недовољни.

## Распрострањење
Врста има станиште у Боливији и Перуу.

## Станиште
Станишта врсте су језера и језерски екосистеми. 
Врста је присутна на планинском венцу Анда у Јужној Америци, између осталих и у језеру Титикака.